# Кошарица
Кошарица (болг. Кошарица) — село в Болгарии. Находится в Бургасской области, входит в общину Несебыр. Население составляет 1393 человека (2022).

## Политическая ситуация
В местном кметстве Кошарица, в состав которого входит Кошарица, должность кмета (старосты) исполняет Павел Желев Павлов (коалиция в составе 2 партий: Болгарская рабочая социал-демократическая партия (БСДП), Болгарская социал-демократия (БСД)) по результатам выборов правления кметства.
Кмет (мэр) общины Несебыр — Николай Кирилов Димитров (независимый) по результатам выборов в правление общины.